# Take Me Out to the Ball Game
 Take Me Out to the Ball Game és una pel·lícula musical estatunidenca de Busby Berkeley estrenada el 1949.

## Argument
Dos artistes de music-hall juguen en un equip de beisbol i tenen la sorpresa de descobrir que el seu nou entrenador K C. Higgins és una dona.

## Repartiment
- Gene Kelly: Eddie O'Brien
- Esther Williams: K.C. Higgins
- Frank Sinatra: Dennis Ryan
- Betty Garrett: Shirley Delwyn
- Edward Arnold: Joe Lorgan
- Jules Munshin: Nat Goldberg
- Richard Lane: Michael Gilhuly
- Tom Dugan: Slappy Burke
- Ramon Blackburn: Ballarí
- Royce Blackburn: Ballarí
- Sally Forrest (no surt als crèdits): Ballarina

## Números musicals
- "Take Me Out to the Ball Game" - Gene Kelly i Frank Sinatra
- "Yes, Indeedy" - Gene Kelly i Frank Sinatra
- "O'Brien to Ryan to Goldberg" - Gene Kelly, Frank Sinatra i Jules Munshin
- "The Right Girl for Me" - Frank Sinatra
- "It's Fate Baby, It's Fate" - Frank Sinatra i Betty Garrett
- "Strictly U.S.A." - Betty Garrett, Frank Sinatra, Esther Williams i Gene Kelly
- "The Hat My Dear Old Father Wore upon St. Patrick's Day" - Gene Kelly

## Rebuda
Take Me Out to the Ball Game va ser un èxit de recaptació, aconseguint 2.987.000 dòlars als EUA i Canadà i 978.000 a la resta, resultant un benefici de 675.000 dòlars.
Va rebre ressenyes moderadament positives, encara que alguns trobaven que el càsting era millor que el material, i a la pel·lícula li faltava un "estil coherent i ritme".

## Premis
Harry Tugend i George Wells van ser nominats pels premis del Sindicat de Guionistes d'Amèrica de 1950 en la categoria "Best Written American Musical". Van guanyar Betty Comden i Adolph Green, amb On the Town, una altra comèdia musical de la MGM, també produïda per Arthur Freed, i també protagonitzada per Gene Kelly, Frank Sinatra, Betty Garrett i Jules Munshin, sent estrenada quatre mesos després de Take Me Out to the Ball Game.